# Interlands Hongaars voetbalelftal 2010-2019
Deze pagina toont een chronologisch en gedetailleerd overzicht van de interlands die het Hongaars voetbalelftal speelde in de periode 2010 – 2019.

## Interlands

### 2010
|                                                              |                    |       |                           |                                                                            |
| 3 maart Vriendschappelijk № 847 «onderlinge duels» 19:30 uur | Hongarije          | 1 – 1 | Rusland                   | ETO Park, Győr Toeschouwers: 10.423 Scheidsrechter: Ante Vučemilović (CRO) |
| 3 maart Vriendschappelijk № 847 «onderlinge duels» 19:30 uur | Vilmos Vanczák 39' |       | 59' Dinijar Biljaletdinov | ETO Park, Győr Toeschouwers: 10.423 Scheidsrechter: Ante Vučemilović (CRO) |

|                                                             | |       |                     |                                                                                     |
| 5 juni Vriendschappelijk № 849 «onderlinge duels» 14:00 uur | Nederland | 6 – 1 | Hongarije           | Amsterdam ArenA, Amsterdam Toeschouwers: 45.000 Scheidsrechter: Florian Meyer (GER) |
| 5 juni Vriendschappelijk № 849 «onderlinge duels» 14:00 uur | Robin van Persie 21' Wesley Sneijder 55' Arjen Robben 64' Mark van Bommel 71' Eljero Elia 74' Arjen Robben 78' |       | 6' Balázs Dzsudzsák | Amsterdam ArenA, Amsterdam Toeschouwers: 45.000 Scheidsrechter: Florian Meyer (GER) |

|                                                                  |                                       |       |                          |                                                                                    |
| 11 augustus Vriendschappelijk № 850 «onderlinge duels» 20:00 uur | Engeland                              | 2 – 1 | Hongarije                | Wembley Stadium, Londen Toeschouwers: 72.034 Scheidsrechter: Stéphane Lannoy (FRA) |
| 11 augustus Vriendschappelijk № 850 «onderlinge duels» 20:00 uur | Steven Gerrard 69' Steven Gerrard 73' |       | 62' (e.d.) Phil Jagielka | Wembley Stadium, Londen Toeschouwers: 72.034 Scheidsrechter: Stéphane Lannoy (FRA) |

|                                                                        |                                           |       |           |                                                                                  |
| 3 september EK-kwalificatie Groep E № 851 «onderlinge duels» 20:00 uur | Zweden                                    | 2 – 0 | Hongarije | Råsundastadion, Solna Toeschouwers: 32.304 Scheidsrechter: Martin Atkinson (ENG) |
| 3 september EK-kwalificatie Groep E № 851 «onderlinge duels» 20:00 uur | Pontus Wernbloom 51' Pontus Wernbloom 73' |       |           | Råsundastadion, Solna Toeschouwers: 32.304 Scheidsrechter: Martin Atkinson (ENG) |

|                                                                        |                                       |       |                      |                                                                                          |
| 7 september EK-kwalificatie Groep E № 852 «onderlinge duels» 20:30 uur | Hongarije                             | 2 – 1 | Moldavië             | Ferenc Puskás Stadion, Boedapest Toeschouwers: 9.209 Scheidsrechter: Libor Kovařik (CZE) |
| 7 september EK-kwalificatie Groep E № 852 «onderlinge duels» 20:30 uur | Gergely Rudolf 50' Vladimir Koman 66' |       | 79' Alexandr Suvorov | Ferenc Puskás Stadion, Boedapest Toeschouwers: 9.209 Scheidsrechter: Libor Kovařik (CZE) |

|                                                                      | |       |            |                                                                                           |
| 8 oktober EK-kwalificatie Groep E № 853 «onderlinge duels» 19:00 uur | Hongarije | 8 – 0 | San Marino | Ferenc Puskás Stadion, Boedapest Toeschouwers: 11.000 Scheidsrechter: Hannes Kaasik (EST) |
| 8 oktober EK-kwalificatie Groep E № 853 «onderlinge duels» 19:00 uur | Gergely Rudolf 10' Ádám Szalai 17' Gergely Rudolf 25' Ádám Szalai 27' Ádám Szalai 48' Vladimir Koman 59' Balázs Dzsudzsák 89' Zoltán Gera 90+1' (pen.) |       |            | Ferenc Puskás Stadion, Boedapest Toeschouwers: 11.000 Scheidsrechter: Hannes Kaasik (EST) |

|                                                                       |                     |       |                                      |                                                                                |
| 12 oktober EK-kwalificatie Groep E № 854 «onderlinge duels» 16:30 uur | Finland             | 1 – 2 | Hongarije                            | Olympiastadion, Helsinki Toeschouwers: 18.532 Scheidsrechter: Alan Kelly (IRL) |
| 12 oktober EK-kwalificatie Groep E № 854 «onderlinge duels» 16:30 uur | Mikael Forssell 86' |       | 50' Ádám Szalai 90' Balázs Dzsudzsák | Olympiastadion, Helsinki Toeschouwers: 18.532 Scheidsrechter: Alan Kelly (IRL) |

|                                                                  |                                        |       |          |                                                                                     |
| 17 november Vriendschappelijk № 855 «onderlinge duels» 18:00 uur | Hongarije                              | 2 – 0 | Litouwen | Sóstóistadion, Székesfehérvár Toeschouwers: 4.500 Scheidsrechter: Bas Nijhuis (NED) |
| 17 november Vriendschappelijk № 855 «onderlinge duels» 18:00 uur | Tamás Priskin 61' Balázs Dzsudzsák 80' |       |          | Sóstóistadion, Székesfehérvár Toeschouwers: 4.500 Scheidsrechter: Bas Nijhuis (NED) |

### 2011
|                                                                 |              |                                     |           |                                                                                       |
| 9 februari Vriendschappelijk № 856 «onderlinge duels» 18:00 uur | Azerbeidzjan | 0 – 2                               | Hongarije | Al-Maktoumstadion, Dubai Toeschouwers: 1.000 Scheidsrechter: Mohamed Al Zarouni (UAE) |
| 9 februari Vriendschappelijk № 856 «onderlinge duels» 18:00 uur |              | 37' Gergely Rudolf 81' Tamás Hajnal |           | Al-Maktoumstadion, Dubai Toeschouwers: 1.000 Scheidsrechter: Mohamed Al Zarouni (UAE) |

|                                                                     |           |                                                                                 |           |                                                                                            |
| 25 maart EK-kwalificatie Groep E № 857 «onderlinge duels» 20:30 uur | Hongarije | 0 – 4                                                                           | Nederland | Ferenc Puskás Stadion, Boedapest Toeschouwers: 25.311 Scheidsrechter: Carlos Velasco (ESP) |
| 25 maart EK-kwalificatie Groep E № 857 «onderlinge duels» 20:30 uur |           | 8' Rafael van der Vaart 44' Ibrahim Afellay 53' Dirk Kuijt 62' Robin van Persie |           | Ferenc Puskás Stadion, Boedapest Toeschouwers: 25.311 Scheidsrechter: Carlos Velasco (ESP) |

|                                                                     |                                                                                                 |       |                                                    |                                                                                  |
| 29 maart EK-kwalificatie Groep E № 858 «onderlinge duels» 20:30 uur | Nederland                                                                                       | 5 – 3 | Hongarije                                          | Amsterdam ArenA, Amsterdam Toeschouwers: 50.000 Scheidsrechter: Svein Moen (NOR) |
| 29 maart EK-kwalificatie Groep E № 858 «onderlinge duels» 20:30 uur | Robin van Persie 13' Wesley Sneijder 60' Ruud van Nistelrooij 72' Dirk Kuijt 78' Dirk Kuijt 81' |       | 46' Gergely Rudolf 50' Zoltán Gera 74' Zoltán Gera | Amsterdam ArenA, Amsterdam Toeschouwers: 50.000 Scheidsrechter: Svein Moen (NOR) |

|                                                             |           |                  |           |                                                                                           |
| 3 juni Vriendschappelijk № 859 «onderlinge duels» 19:15 uur | Luxemburg | 0 – 1            | Hongarije | Stade Josy Barthel, Luxemburg Toeschouwers: 1.213 Scheidsrechter: Þorvaldur Árnason (ISL) |
| 3 juni Vriendschappelijk № 859 «onderlinge duels» 19:15 uur |           | 53' Imre Szabics |           | Stade Josy Barthel, Luxemburg Toeschouwers: 1.213 Scheidsrechter: Þorvaldur Árnason (ISL) |

|                                                                   |            |                                                       |           |                                                                                         |
| 7 juni EK-kwalificatie Groep E № 860 «onderlinge duels» 20:30 uur | San Marino | 0 – 3                                                 | Hongarije | Stadio Olimpico, Serravalle Toeschouwers: 1.915 Scheidsrechter: Pavle Radovanović (MNE) |
| 7 juni EK-kwalificatie Groep E № 860 «onderlinge duels» 20:30 uur |            | 40' Zoltán Lipták 48' Imre Szabics 83' Vladimir Koman |           | Stadio Olimpico, Serravalle Toeschouwers: 1.915 Scheidsrechter: Pavle Radovanović (MNE) |

|                                                                  |                                                                        |       |         |                                                                                            |
| 10 augustus Vriendschappelijk № 861 «onderlinge duels» 19:30 uur | Hongarije                                                              | 4 – 0 | IJsland | Ferenc Puskás Stadion, Boedapest Toeschouwers: 12.508 Scheidsrechter: Wolfgang Stark (GER) |
| 10 augustus Vriendschappelijk № 861 «onderlinge duels» 19:30 uur | Tamás Koltai 32' Gergely Rudolf 45' Balázs Dzsudzsák 59' Ákos Elek 88' |       |         | Ferenc Puskás Stadion, Boedapest Toeschouwers: 12.508 Scheidsrechter: Wolfgang Stark (GER) |

|                                                                        |                                     |       |                           |                                                                                           |
| 2 september EK-kwalificatie Groep E № 862 «onderlinge duels» 19:45 uur | Hongarije                           | 2 – 1 | Zweden                    | Ferenc Puskás Stadion, Boedapest Toeschouwers: 25.000 Scheidsrechter: Damir Skomina (SLO) |
| 2 september EK-kwalificatie Groep E № 862 «onderlinge duels» 19:45 uur | Imre Szabics 44' Gergely Rudolf 90' |       | 60' Christian Wilhelmsson | Ferenc Puskás Stadion, Boedapest Toeschouwers: 25.000 Scheidsrechter: Damir Skomina (SLO) |

|                                                                        |          |                                      |           |                                                                                  |
| 6 september EK-kwalificatie Groep E № 863 «onderlinge duels» 18:45 uur | Moldavië | 0 – 2                                | Hongarije | Stadionul Zimbru, Chisinau Toeschouwers: 10.500 Scheidsrechter: Ivan Bebek (CRO) |
| 6 september EK-kwalificatie Groep E № 863 «onderlinge duels» 18:45 uur |          | 7' Vilmos Vanczák 83' Gergely Rudolf |           | Stadionul Zimbru, Chisinau Toeschouwers: 10.500 Scheidsrechter: Ivan Bebek (CRO) |

|                                                                       |           |       |         | |
| 11 oktober EK-kwalificatie Groep E № 864 «onderlinge duels» 19:00 uur | Hongarije | 0 – 0 | Finland | Ferenc Puskás Stadion, Boedapest Toeschouwers: 25.169 Scheidsrechter: Alberto Undiano Mallenco (ESP) |
| 11 oktober EK-kwalificatie Groep E № 864 «onderlinge duels» 19:00 uur |           |       |         | Ferenc Puskás Stadion, Boedapest Toeschouwers: 25.169 Scheidsrechter: Alberto Undiano Mallenco (ESP) |

|                                                                  |                                                                                                 |       |               |                                                                                            |
| 11 november Vriendschappelijk № 865 «onderlinge duels» 19:30 uur | Hongarije                                                                                       | 5 – 0 | Liechtenstein | Ferenc Puskás Stadion, Boedapest Toeschouwers: 20.000 Scheidsrechter: Cristian Balaj (ROM) |
| 11 november Vriendschappelijk № 865 «onderlinge duels» 19:30 uur | Tamás Priskin 10' Tamás Priskin 20' Balázs Dzsudzsák 76' Vladimir Koman 79' Robert Feczesin 89' |       |               | Ferenc Puskás Stadion, Boedapest Toeschouwers: 20.000 Scheidsrechter: Cristian Balaj (ROM) |

|                                                                  |                                            |       |                   |                                                                                 |
| 15 november Vriendschappelijk № 866 «onderlinge duels» 19:30 uur | Polen                                      | 2 – 1 | Hongarije         | Stadion Miejski, Poznań Toeschouwers: 7.500 Scheidsrechter: Hannes Kaasik (EST) |
| 15 november Vriendschappelijk № 866 «onderlinge duels» 19:30 uur | Paweł Brożek 37' Vilmos Vanczák 85' (e.d.) |       | 78' Tamás Priskin | Stadion Miejski, Poznań Toeschouwers: 7.500 Scheidsrechter: Hannes Kaasik (EST) |

### 2012
|                                                                  |                 |       |                    |                                                                          |
| 29 februari Vriendschappelijk № 867 «onderlinge duels» 17:00 uur | Hongarije       | 1 – 1 | Bulgarije          | ETO Park, Győr Toeschouwers: 10.200 Scheidsrechter: Jonas Eriksson (SWE) |
| 29 februari Vriendschappelijk № 867 «onderlinge duels» 17:00 uur | Ádám Szalai 42' |       | 87' Valeri Bojinov | ETO Park, Győr Toeschouwers: 10.200 Scheidsrechter: Jonas Eriksson (SWE) |

|                                                             |                          |       |                                      |                                                                              |
| 1 juni Vriendschappelijk № 868 «onderlinge duels» 19:00 uur | Tsjechië                 | 1 – 2 | Hongarije                            | Generali Arena, Praag Toeschouwers: 17.102 Scheidsrechter: Lee Probert (ENG) |
| 1 juni Vriendschappelijk № 868 «onderlinge duels» 19:00 uur | Michal Kadlec 25' (pen.) |       | 6' Balázs Dzsudzsák 88' Adám Gyurcsó | Generali Arena, Praag Toeschouwers: 17.102 Scheidsrechter: Lee Probert (ENG) |

|                                                             |           |       |         |                                                                                         |
| 4 juni Vriendschappelijk № 869 «onderlinge duels» 20:30 uur | Hongarije | 0 – 0 | Ierland | Ferenc Puskas Stadion, Boedapest Toeschouwers: 17.000 Scheidsrechter: Kenn Hansen (DEN) |
| 4 juni Vriendschappelijk № 869 «onderlinge duels» 20:30 uur |           |       |         | Ferenc Puskas Stadion, Boedapest Toeschouwers: 17.000 Scheidsrechter: Kenn Hansen (DEN) |

|                                                                  |                      |       |                 |                                                                                           |
| 15 augustus Vriendschappelijk № 870 «onderlinge duels» 19:30 uur | Hongarije            | 1 – 1 | Israël          | Ferenc Puskás Stadion, Boedapest Toeschouwers: 10.000 Scheidsrechter: Ivan Kružliak (SVK) |
| 15 augustus Vriendschappelijk № 870 «onderlinge duels» 19:30 uur | Balázs Dzsudzsák 51' |       | 80' Tomer Hemed | Ferenc Puskás Stadion, Boedapest Toeschouwers: 10.000 Scheidsrechter: Ivan Kružliak (SVK) |

|                                                                        |         |                                                                                             |           | |
| 7 september WK-kwalificatie Groep D № 871 «onderlinge duels» 20:30 uur | Andorra | 0 – 5                                                                                       | Hongarije | Estadi Comunal d'Andorra la Vella, Andorra la Vella Toeschouwers: 700 Scheidsrechter: Emir Alečković (BIH) |
| 7 september WK-kwalificatie Groep D № 871 «onderlinge duels» 20:30 uur |         | 12' Roland Juhász 32' (pen) Zoltán Gera 54' Ádám Szalai 68' Tamás Priski 82' Vladimir Koman |           | Estadi Comunal d'Andorra la Vella, Andorra la Vella Toeschouwers: 700 Scheidsrechter: Emir Alečković (BIH) |

|                                                                     |                            |       |                                                                                   |                                                                                           |
| 11 september WK-kwalificatie Groep D № 872 «onderlinge duels» 20:30 | Hongarije                  | 1 – 4 | Nederland                                                                         | Ferenc Puskás Stadion, Boedapest Toeschouwers: 22.000 Scheidsrechter: Pedro Proença (POR) |
| 11 september WK-kwalificatie Groep D № 872 «onderlinge duels» 20:30 | Balázs Dzsudzsák 6' (pen.) |       | 2' Jeremain Lens 18' Bruno Martins Indi 52' Jeremain Lens 73' Klaas-Jan Huntelaar | Ferenc Puskás Stadion, Boedapest Toeschouwers: 22.000 Scheidsrechter: Pedro Proença (POR) |

|                                                                       |         |                  |           |                                                                                |
| 12 oktober WK-kwalificatie Groep D № 873 «onderlinge duels» 20:30 uur | Estland | 0 – 1            | Hongarije | A. Le Coq Arena, Tallinn Toeschouwers: 5.661 Scheidsrechter: Liran Liany (ISR) |
| 12 oktober WK-kwalificatie Groep D № 873 «onderlinge duels» 20:30 uur |         | 47' Tamás Hajnal |           | A. Le Coq Arena, Tallinn Toeschouwers: 5.661 Scheidsrechter: Liran Liany (ISR) |

|                                                                       |                                                           |       |                   |                                                                                            |
| 16 oktober WK-kwalificatie Groep D № 874 «onderlinge duels» 20:30 uur | Hongarije                                                 | 3 – 1 | Turkije           | Ferenc Puskás Stadion, Boedapest Toeschouwers: 26.000 Scheidsrechter: Daniele Orsato (ITA) |
| 16 oktober WK-kwalificatie Groep D № 874 «onderlinge duels» 20:30 uur | Vladimir Koman 31' Ádám Szalai 50' Zoltán Gera 58' (pen.) |       | 22' Mevlüt Erdinç | Ferenc Puskás Stadion, Boedapest Toeschouwers: 26.000 Scheidsrechter: Daniele Orsato (ITA) |

|                                                                  |           |                                            |           |                                                                                              |
| 13 november Vriendschappelijk № 875 «onderlinge duels» 20:00 uur | Hongarije | 0 – 2                                      | Noorwegen | Szusza Ferenc Stadion, Boedapest Toeschouwers: 16.000 Scheidsrechter: Marijo Strahonja (CRO) |
| 13 november Vriendschappelijk № 875 «onderlinge duels» 20:00 uur |           | 39' Håvard Nielsen 79' Mohammed Abdellaoue |           | Szusza Ferenc Stadion, Boedapest Toeschouwers: 16.000 Scheidsrechter: Marijo Strahonja (CRO) |

### 2013
|                                                                 |                  |       |                         | |
| 6 februari Vriendschappelijk № 876 «onderlinge duels» 20:00 uur | Hongarije        | 1 – 1 | Wit-Rusland             | İberostar Bellis Hotel Futbol Sahası, Belek Toeschouwers: 200 Scheidsrechter: Bülent Yıldırım (TUR) |
| 6 februari Vriendschappelijk № 876 «onderlinge duels» 20:00 uur | Imre Szabics 32' |       | 58' Alyaksandr Valadzko | İberostar Bellis Hotel Futbol Sahası, Belek Toeschouwers: 200 Scheidsrechter: Bülent Yıldırım (TUR) |

|                                                                     |                                                |       |                                                |                                                                                           |
| 22 maart WK-kwalificatie Groep D № 877 «onderlinge duels» 20:30 uur | Hongarije                                      | 2 – 2 | Roemenië                                       | Ferenc Puskás Stadion, Boedapest Toeschouwers: 1.500 Scheidsrechter: Wolfgang Stark (GER) |
| 22 maart WK-kwalificatie Groep D № 877 «onderlinge duels» 20:30 uur | Vilmos Vanczák 16' Balázs Dzsudzsák 71' (pen.) |       | 68' (pen.) Adrian Mutu 90+2' Alexandru Chipciu | Ferenc Puskás Stadion, Boedapest Toeschouwers: 1.500 Scheidsrechter: Wolfgang Stark (GER) |

|                                                                     |                  |       |                 |                                                                                            |
| 26 maart WK-kwalificatie Groep D № 878 «onderlinge duels» 20:30 uur | Turkije          | 1 – 1 | Hongarije       | Şükrü Saracoğlustadion, Istanboel Toeschouwers: 48.000 Scheidsrechter: Milorad Mažić (SRB) |
| 26 maart WK-kwalificatie Groep D № 878 «onderlinge duels» 20:30 uur | Burak Yılmaz 63' |       | 71' Dániel Böde | Şükrü Saracoğlustadion, Istanboel Toeschouwers: 48.000 Scheidsrechter: Milorad Mažić (SRB) |

|                                                             |                    |       |         |                                                                        |
| 6 juni Vriendschappelijk № 879 «onderlinge duels» 20:30 uur | Hongarije          | 1 – 0 | Koeweit | ETO Park, Győr Toeschouwers: 8.000 Scheidsrechter: Nikolaj Hänni (SUI) |
| 6 juni Vriendschappelijk № 879 «onderlinge duels» 20:30 uur | Vilmos Vanczák 57' |       |         | ETO Park, Győr Toeschouwers: 8.000 Scheidsrechter: Nikolaj Hänni (SUI) |

|                                                                  |                             |       |                 |                                                                                         |
| 14 augustus Vriendschappelijk № 880 «onderlinge duels» 20:30 uur | Hongarije                   | 1 – 1 | Tsjechië        | Ferenc Puskás Stadion, Boedapest Toeschouwers: 14.000 Scheidsrechter: Howard Webb (ENG) |
| 14 augustus Vriendschappelijk № 880 «onderlinge duels» 20:30 uur | Balázs Dzsudzsák 57' (pen.) |       | 23' Libor Kozák | Ferenc Puskás Stadion, Boedapest Toeschouwers: 14.000 Scheidsrechter: Howard Webb (ENG) |

|                                                                        |                                                          |       |           |                                                                                       |
| 6 september WK-kwalificatie Groep D № 881 «onderlinge duels» 20:00 uur | Roemenië                                                 | 3 – 0 | Hongarije | Arena Națională, Boekarest Toeschouwers: 45.000 Scheidsrechter: Alberto Undiano (ESP) |
| 6 september WK-kwalificatie Groep D № 881 «onderlinge duels» 20:00 uur | Ciprian Marica 2' Mihai Pintilii 31' Cristian Tănase 88' |       |           | Arena Națională, Boekarest Toeschouwers: 45.000 Scheidsrechter: Alberto Undiano (ESP) |

|                                                                         | |       |                |                                                                                               |
| 10 september WK-kwalificatie Groep D № 882 «onderlinge duels» 20:30 uur | Hongarije                                                                                           | 5 – 1 | Estland        | Ferenc Puskás Stadion, Boedapest Toeschouwers: 15.000 Scheidsrechter: Aleksej Koelbakov (BLR) |
| 10 september WK-kwalificatie Groep D № 882 «onderlinge duels» 20:30 uur | Ragnar Klavan 11' (e.d.) Hajnal Tamás 21' Dániel Böde 41' Krisztián Németh 69' Balázs Dzsudzsák 85' |       | 48' Tarmo Kink | Ferenc Puskás Stadion, Boedapest Toeschouwers: 15.000 Scheidsrechter: Aleksej Koelbakov (BLR) |

|                                                                       | |       |                             |                                                                                       |
| 11 oktober WK-kwalificatie Groep D № 883 «onderlinge duels» 20:30 uur | Nederland | 8 – 1 | Hongarije                   | Amsterdam ArenA, Amsterdam Toeschouwers: 50.000 Scheidsrechter: Martin Atkinson (ENG) |
| 11 oktober WK-kwalificatie Groep D № 883 «onderlinge duels» 20:30 uur | Robin van Persie 16' Kevin Strootman 25' Jeremain Lens 38' Robin van Persie 44' Robin van Persie 53' Szilárd Devecseri 65' (e.d.) Rafael van der Vaart 86' Arjen Robben 90' |       | 47' (pen.) Balázs Dzsudzsák | Amsterdam ArenA, Amsterdam Toeschouwers: 50.000 Scheidsrechter: Martin Atkinson (ENG) |

|                                                                       |                                               |       |         |                                                                                             |
| 15 oktober WK-kwalificatie Groep D № 884 «onderlinge duels» 20:00 uur | Hongarije                                     | 2 – 0 | Andorra | Ferenc Puskás Stadion, Boedapest Toeschouwers: 7.000 Scheidsrechter: Daniel Stefański (POL) |
| 15 oktober WK-kwalificatie Groep D № 884 «onderlinge duels» 20:00 uur | Nemanja Nikolics 51' Ildefons Lima 76' (e.d.) |       |         | Ferenc Puskás Stadion, Boedapest Toeschouwers: 7.000 Scheidsrechter: Daniel Stefański (POL) |

### 2014
|                                                    |                    |       |                                                 |                                                                            |
| 5 maart Vriendschappelijk № 885 «onderlinge duels» | Hongarije          | 1 – 2 | Finland                                         | ETO Park, Győr Toeschouwers: 14.000 Scheidsrechter: Alexander Harkam (AUT) |
| 5 maart Vriendschappelijk № 885 «onderlinge duels» | Rudolf Gergely 13' |       | 74' Joel Pohjanpalo 84' (pen.) Roman Jerjomenko | ETO Park, Győr Toeschouwers: 14.000 Scheidsrechter: Alexander Harkam (AUT) |

|                                                   |                                       |       |                                        |                                                                                         |
| 22 mei Vriendschappelijk № 886 «onderlinge duels» | Hongarije                             | 2 – 2 | Denemarken                             | Nagyerdei-stadion, Debrecen Toeschouwers: 20.000 Scheidsrechter: Szymon Marciniak (POL) |
| 22 mei Vriendschappelijk № 886 «onderlinge duels» | Balázs Dzsudzsák 25' Roland Varga 69' |       | 56' Christian Eriksen 72' Lasse Schöne | Nagyerdei-stadion, Debrecen Toeschouwers: 20.000 Scheidsrechter: Szymon Marciniak (POL) |

|                                                             |                          |       |         |                                                                                            |
| 4 juni Vriendschappelijk № 887 «onderlinge duels» 20:30 uur | Hongarije                | 1 – 0 | Albanië | Ferenc Puskás Stadion, Boedapest Toeschouwers: 2.500 Scheidsrechter: Paul McLaughlin (IRL) |
| 4 juni Vriendschappelijk № 887 «onderlinge duels» 20:30 uur | Tamás Priskin 82' (pen.) |       |         | Ferenc Puskás Stadion, Boedapest Toeschouwers: 2.500 Scheidsrechter: Paul McLaughlin (IRL) |

|                                                             |                                                                  |       |            |                                                                                               |
| 7 juni Vriendschappelijk № 888 «onderlinge duels» 20:30 uur | Hongarije                                                        | 3 – 0 | Kazachstan | Ferenc Puskás Stadion, Boedapest Toeschouwers: 10.000 Scheidsrechter: Alexandre Boucaut (BEL) |
| 7 juni Vriendschappelijk № 888 «onderlinge duels» 20:30 uur | Tamás Priskin 26' Roland Varga 63' Konstantin Engel 90+1' (e.d.) |       |            | Ferenc Puskás Stadion, Boedapest Toeschouwers: 10.000 Scheidsrechter: Alexandre Boucaut (BEL) |

|                                                                        |                   |       |                                    |                                                                                    |
| 7 september EK-kwalificatie Groep F № 889 «onderlinge duels» 20:45 uur | Hongarije         | 1 – 2 | Noord-Ierland                      | Groupama Arena, Boedapest Toeschouwers: 20.672 Scheidsrechter: Deniz Aytekin (GER) |
| 7 september EK-kwalificatie Groep F № 889 «onderlinge duels» 20:45 uur | Tamás Priskin 75' |       | 81' Niall McGinn 88' Kyle Lafferty | Groupama Arena, Boedapest Toeschouwers: 20.672 Scheidsrechter: Deniz Aytekin (GER) |

|                                                                       |                  |       |                      |                                                                                      |
| 11 oktober EK-kwalificatie Groep F № 890 «onderlinge duels» 18:00 uur | Roemenië         | 1 – 1 | Hongarije            | Arena Națională, Boekarest Toeschouwers: 48.000 Scheidsrechter: William Collum (SCO) |
| 11 oktober EK-kwalificatie Groep F № 890 «onderlinge duels» 18:00 uur | Raul Rusescu 45' |       | 82' Balázs Dzsudzsák | Arena Națională, Boekarest Toeschouwers: 48.000 Scheidsrechter: William Collum (SCO) |

|                                                                       |         |                 |           |                                                                                  |
| 14 oktober EK-kwalificatie Groep F № 891 «onderlinge duels» 18:00 uur | Faeröer | 0 – 1           | Hongarije | Tórsvøllur, Tórshavn Toeschouwers: 2.000 Scheidsrechter: Aleksej Koelbakov (BLR) |
| 14 oktober EK-kwalificatie Groep F № 891 «onderlinge duels» 18:00 uur |         | 21' Ádám Szalai |           | Tórsvøllur, Tórshavn Toeschouwers: 2.000 Scheidsrechter: Aleksej Koelbakov (BLR) |

|                                                                        |                 |       |         |                                                                                     |
| 14 november EK-kwalificatie Groep F № 892 «onderlinge duels» 20:45 uur | Hongarije       | 1 – 0 | Finland | Groupama Arena, Boedapest Toeschouwers: 19.500 Scheidsrechter: Clément Turpin (FRA) |
| 14 november EK-kwalificatie Groep F № 892 «onderlinge duels» 20:45 uur | Zoltán Gera 84' |       |         | Groupama Arena, Boedapest Toeschouwers: 19.500 Scheidsrechter: Clément Turpin (FRA) |

|                                                        |                      |       |                                                 |                                                                                  |
| 18 november Vriendschappelijk № 893 «onderlinge duels» | Hongarije            | 1 – 2 | Rusland                                         | Groupama Arena, Boedapest Toeschouwers: 5.100 Scheidsrechter: Cüneyt Çakır (TUR) |
| 18 november Vriendschappelijk № 893 «onderlinge duels» | Nemanja Nikolics 86' |       | 49' Sergej Ignasjevitsj 80' Aleksandr Kerzjakov | Groupama Arena, Boedapest Toeschouwers: 5.100 Scheidsrechter: Cüneyt Çakır (TUR) |

### 2015
|                                                           |           |       |             |                                                                                      |
| 29 maart EK-kwalificatie Groep F № 894 «onderlinge duels» | Hongarije | 0 – 0 | Griekenland | Groupama Arena, Boedapest Toeschouwers: 22.000 Scheidsrechter: Sergej Karasjov (RUS) |
| 29 maart EK-kwalificatie Groep F № 894 «onderlinge duels» |           |       |             | Groupama Arena, Boedapest Toeschouwers: 22.000 Scheidsrechter: Sergej Karasjov (RUS) |

|                                                   |                                                                                |       |          |                                                                                        |
| 5 juni Vriendschappelijk № 895 «onderlinge duels» | Hongarije                                                                      | 4 – 0 | Litouwen | Nagyerdei-stadion, Debrecen Toeschouwers: 5.218 Scheidsrechter: Miroslav Zelinka (CZE) |
| 5 juni Vriendschappelijk № 895 «onderlinge duels» | Zoltán Stieber 16' Bálazs Dzsudzsák 21' Nemanja Nikolics 30' Tamás Priskin 31' |       |          | Nagyerdei-stadion, Debrecen Toeschouwers: 5.218 Scheidsrechter: Miroslav Zelinka (CZE) |

|                                                                    |         |                    |           |                                                                               |
| 13 juni EK-kwalificatie Groep F № 896 «onderlinge duels» 18:00 uur | Finland | 0 – 1              | Hongarije | Olympiastadion, Helsinki Toeschouwers: 20.434 Scheidsrechter: Matej Jug (SLO) |
| 13 juni EK-kwalificatie Groep F № 896 «onderlinge duels» 18:00 uur |         | 82' Zoltán Stieber |           | Olympiastadion, Helsinki Toeschouwers: 20.434 Scheidsrechter: Matej Jug (SLO) |

|                                                              |           |       |          |                                                                                  |
| 4 september EK-kwalificatie Groep F № 897 «onderlinge duels» | Hongarije | 0 – 0 | Roemenië | Groupama Arena, Boedapest Toeschouwers: 22.060 Scheidsrechter: Felix Brych (GER) |
| 4 september EK-kwalificatie Groep F № 897 «onderlinge duels» |           |       |          | Groupama Arena, Boedapest Toeschouwers: 22.060 Scheidsrechter: Felix Brych (GER) |

|                                                                        |                     |       |                     |                                                                               |
| 7 september EK-kwalificatie Groep F № 898 «onderlinge duels» 20:45 uur | Noord-Ierland       | 1 – 1 | Hongarije           | Windsor Park, Belfast Toeschouwers: 10.200 Scheidsrechter: Cüneyt Çakır (TUR) |
| 7 september EK-kwalificatie Groep F № 898 «onderlinge duels» 20:45 uur | Kyle Lafferty 90+3' |       | 74' Richárd Guzmics | Windsor Park, Belfast Toeschouwers: 10.200 Scheidsrechter: Cüneyt Çakır (TUR) |

|                                                                      |                                 |       |                      |                                                                                           |
| 8 oktober EK-kwalificatie Groep F № 899 «onderlinge duels» 20:45 uur | Hongarije                       | 2 – 1 | Faeröer              | Groupama Arena, Boedapest Toeschouwers: 16.797 Scheidsrechter: Robert Schörgenhofer (AUT) |
| 8 oktober EK-kwalificatie Groep F № 899 «onderlinge duels» 20:45 uur | Dániel Böde 63' Dániel Böde 71' |       | 11' Róaldur Jacobsen | Groupama Arena, Boedapest Toeschouwers: 16.797 Scheidsrechter: Robert Schörgenhofer (AUT) |

|                                                                       |                                                                                         |       |                                                                 |                                                                                           |
| 11 oktober EK-kwalificatie Groep F № 900 «onderlinge duels» 20:45 uur | Griekenland                                                                             | 4 – 3 | Hongarije                                                       | Georgios Karaiskákisstadion, Piraeus Toeschouwers: 6.000 Scheidsrechter: Ivan Bebek (CRO) |
| 11 oktober EK-kwalificatie Groep F № 900 «onderlinge duels» 20:45 uur | Kostas Stafylidis 5' Panagiotis Tachtsidis 56' Kostas Mitroglou 79' Panagiotis Kone 86' |       | 27' Gergő Lovrencsics 55' Krisztián Németh 79' Krisztián Németh | Georgios Karaiskákisstadion, Piraeus Toeschouwers: 6.000 Scheidsrechter: Ivan Bebek (CRO) |

|                                                                         |           |                         |           |                                                                                   |
| 12 november EK-kwalificatie Play-off № 901 «onderlinge duels» 20:45 uur | Noorwegen | 0 – 1                   | Hongarije | Ullevaalstadion, Oslo Toeschouwers: 27.182 Scheidsrechter: Mark Clattenburg (ENG) |
| 12 november EK-kwalificatie Play-off № 901 «onderlinge duels» 20:45 uur |           | 26' László Kleinheisler |           | Ullevaalstadion, Oslo Toeschouwers: 27.182 Scheidsrechter: Mark Clattenburg (ENG) |

|                                                                         |                                               |       |                      |                                                                                              |
| 15 november EK-kwalificatie Play-off № 902 «onderlinge duels» 20:45 uur | Hongarije                                     | 2 – 1 | Noorwegen            | Groupama Arena, Boedapest Toeschouwers: 22.168 Scheidsrechter: Carlos Velasco Carballo (ESP) |
| 15 november EK-kwalificatie Play-off № 902 «onderlinge duels» 20:45 uur | Tamás Priskin 14' Markus Henriksen 83' (e.d.) |       | 87' Markus Henriksen | Groupama Arena, Boedapest Toeschouwers: 22.168 Scheidsrechter: Carlos Velasco Carballo (ESP) |

### 2016
|                                                               |                      |       |                     |                                                                                    |
| 26 maart Vriendschappelijk № 903 «onderlinge duels» 18:00 uur | Hongarije            | 1 – 1 | Kroatië             | Groupama Arena, Boedapest Toeschouwers: 20.300 Scheidsrechter: Radek Příhoda (CZE) |
| 26 maart Vriendschappelijk № 903 «onderlinge duels» 18:00 uur | Balázs Dzsudzsák 79' |       | 18' Mario Mandžukić | Groupama Arena, Boedapest Toeschouwers: 20.300 Scheidsrechter: Radek Příhoda (CZE) |

|                                                   |           |       |           |                                                                                     |
| 20 mei Vriendschappelijk № 904 «onderlinge duels» | Hongarije | 0 – 0 | Ivoorkust | Groupama Arena, Boedapest Toeschouwers: 19.900 Scheidsrechter: Vlado Glođović (SRB) |
| 20 mei Vriendschappelijk № 904 «onderlinge duels» |           |       |           | Groupama Arena, Boedapest Toeschouwers: 19.900 Scheidsrechter: Vlado Glođović (SRB) |

|                                                   |                                        |       |           |                                                                                              |
| 4 juni Vriendschappelijk № 905 «onderlinge duels» | Duitsland                              | 2 – 0 | Hongarije | Veltins-Arena, Gelsenkirchen Toeschouwers: 52.104 Scheidsrechter: Markus Strömbergsson (SWE) |
| 4 juni Vriendschappelijk № 905 «onderlinge duels» | Ádám Lang 39' (e.d.) Thomas Müller 63' |       |           | Veltins-Arena, Gelsenkirchen Toeschouwers: 52.104 Scheidsrechter: Markus Strömbergsson (SWE) |

| EK 2016 |
| ------- |

|                                                            |            |                                    |           |                                                                                            |
| 14 juni EK 2016 Groep F № 906 «onderlinge duels» 18:00 uur | Oostenrijk | 0 – 2                              | Hongarije | Nouveau Stade Bordeaux, Bordeaux Toeschouwers: 34.424 Scheidsrechter: Clément Turpin (FRA) |
| 14 juni EK 2016 Groep F № 906 «onderlinge duels» 18:00 uur |            | 61' Ádám Szalai 87' Zoltán Stieber |           | Nouveau Stade Bordeaux, Bordeaux Toeschouwers: 34.424 Scheidsrechter: Clément Turpin (FRA) |

|                                                            |                             |       |                             |                                                                                       |
| 18 juni EK 2016 Groep F № 907 «onderlinge duels» 18:00 uur | IJsland                     | 1 – 1 | Hongarije                   | Stade Vélodrome, Marseille Toeschouwers: 60.842 Scheidsrechter: Sergej Karasjov (RUS) |
| 18 juni EK 2016 Groep F № 907 «onderlinge duels» 18:00 uur | Gylfi Sigurðsson 39' (pen.) |       | 87' (e.d.) Birkir Sævarsson | Stade Vélodrome, Marseille Toeschouwers: 60.842 Scheidsrechter: Sergej Karasjov (RUS) |

|                                                            |                                                           |       |                                                      |                                                                                     |
| 22 juni EK 2016 Groep F № 908 «onderlinge duels» 18:00 uur | Hongarije                                                 | 3 – 3 | Portugal                                             | Stade des Lumières, Lyon Toeschouwers: 55.514 Scheidsrechter: Martin Atkinson (ENG) |
| 22 juni EK 2016 Groep F № 908 «onderlinge duels» 18:00 uur | Zoltán Gera 19' Balázs Dzsudzsák 47' Balázs Dzsudzsák 55' |       | 42' Nani 50' Cristiano Ronaldo 62' Cristiano Ronaldo | Stade des Lumières, Lyon Toeschouwers: 55.514 Scheidsrechter: Martin Atkinson (ENG) |

|                                                                   |           |                                                                                  |        |                                                                                      |
| 26 juni EK 2016 Achtste finale № 909 «onderlinge duels» 21:00 uur | Hongarije | 0 – 4                                                                            | België | Stadium Municipal, Toulouse Toeschouwers: 38.921 Scheidsrechter: Milorad Mažić (SRB) |
| 26 juni EK 2016 Achtste finale № 909 «onderlinge duels» 21:00 uur |           | 10' Toby Alderweireld 78' Michy Batshuayi 80' Eden Hazard 90+1' Yannick Ferreira |        | Stadium Municipal, Toulouse Toeschouwers: 38.921 Scheidsrechter: Milorad Mažić (SRB) |

|  |  |  |  |  |  |  |  |  |

|                                                                        |         |       |           |                                                                              |
| 6 september WK-kwalificatie Groep B № 910 «onderlinge duels» 20:45 uur | Faeröer | 0 – 0 | Hongarije | Tórsvøllur, Tórshavn Toeschouwers: 4.066 Scheidsrechter: Slavko Vinčić (SLO) |
| 6 september WK-kwalificatie Groep B № 910 «onderlinge duels» 20:45 uur |         |       |           | Tórsvøllur, Tórshavn Toeschouwers: 4.066 Scheidsrechter: Slavko Vinčić (SLO) |

|                                                                      |                                 |       |                                                                |                                                                                    |
| 7 oktober WK-kwalificatie Groep B № 911 «onderlinge duels» 20:45 uur | Hongarije                       | 2 – 3 | Zwitserland                                                    | Groupama Arena, Boedapest Toeschouwers: 22.000 Scheidsrechter: Björn Kuipers (NED) |
| 7 oktober WK-kwalificatie Groep B № 911 «onderlinge duels» 20:45 uur | Ádám Szalai 53' Ádám Szalai 71' |       | 51' Haris Seferovic 67' Ricardo Rodríguez 89' Valentin Stocker | Groupama Arena, Boedapest Toeschouwers: 22.000 Scheidsrechter: Björn Kuipers (NED) |

|                                                                       |         |                                  |           |                                                                         |
| 10 oktober WK-kwalificatie Groep B № 912 «onderlinge duels» 20:45 uur | Letland | 0 – 2                            | Hongarije | Skontostadion, Riga Toeschouwers: 4.715 Scheidsrechter: Paweł Gil (UKR) |
| 10 oktober WK-kwalificatie Groep B № 912 «onderlinge duels» 20:45 uur |         | 10' Ádám Gyurcsó 70' Ádám Szalai |           | Skontostadion, Riga Toeschouwers: 4.715 Scheidsrechter: Paweł Gil (UKR) |

|                                                                        |                                                                |       |         |                                                                                          |
| 13 november WK-kwalificatie Groep B № 913 «onderlinge duels» 20:45 uur | Hongarije                                                      | 4 – 0 | Andorra | Groupama Arena, Boedapest Toeschouwers: 20.479 Scheidsrechter: Christos Nicolaides (CYP) |
| 13 november WK-kwalificatie Groep B № 913 «onderlinge duels» 20:45 uur | Zoltán Gera 33' Ádám Lang 43' Ádám Gyurcsó 73' Ádám Szalai 88' |       |         | Groupama Arena, Boedapest Toeschouwers: 20.479 Scheidsrechter: Christos Nicolaides (CYP) |

|                                                                  |           |                                  |        |                                                                                   |
| 15 november Vriendschappelijk № 914 «onderlinge duels» 20:45 uur | Hongarije | 0 – 2                            | Zweden | Groupama Arena, Boedapest Toeschouwers: 12.000 Scheidsrechter: Paolo Valeri (ITA) |
| 15 november Vriendschappelijk № 914 «onderlinge duels» 20:45 uur |           | 30' Sam Larsson 67' Isaac Thelin |        | Groupama Arena, Boedapest Toeschouwers: 12.000 Scheidsrechter: Paolo Valeri (ITA) |

### 2017
|                                                                     |                                                             |       |           |                                                                                      |
| 25 maart WK-kwalificatie Groep B № 915 «onderlinge duels» 20:45 uur | Portugal                                                    | 3 – 0 | Hongarije | Estádio da Luz, Lissabon Toeschouwers: 57.816 Scheidsrechter: Szymon Marciniak (POL) |
| 25 maart WK-kwalificatie Groep B № 915 «onderlinge duels» 20:45 uur | André Gomes 32' Cristiano Ronaldo 36' Cristiano Ronaldo 65' |       |           | Estádio da Luz, Lissabon Toeschouwers: 57.816 Scheidsrechter: Szymon Marciniak (POL) |

|                                                             |           |                                                            |         |                                                                                        |
| 5 juni Vriendschappelijk № 916 «onderlinge duels» 20:30 uur | Hongarije | 0 – 3                                                      | Rusland | Groupama Arena, Boedapest Toeschouwers: 12.000 Scheidsrechter: Christian Dingert (GER) |
| 5 juni Vriendschappelijk № 916 «onderlinge duels» 20:30 uur |           | 20' Fjodor Smolov 40' (e.d.) Márton Eppel 89' Dmitry Poloz |         | Groupama Arena, Boedapest Toeschouwers: 12.000 Scheidsrechter: Christian Dingert (GER) |

|                                                                   |                |       |           | |
| 9 juni WK-kwalificatie Groep B № 917 «onderlinge duels» 20:45 uur | Andorra        | 1 – 0 | Hongarije | Estadi Nacional, Andorra la Vella Toeschouwers: 2.400 Scheidsrechter: Haralambos Kalogeropoulos (GRE) |
| 9 juni WK-kwalificatie Groep B № 917 «onderlinge duels» 20:45 uur | Marc Rebés 26' |       |           | Estadi Nacional, Andorra la Vella Toeschouwers: 2.400 Scheidsrechter: Haralambos Kalogeropoulos (GRE) |

|                                                                        |                                                                |       |                     |                                                                                       |
| 31 augustus WK-kwalificatie Groep B № 918 «onderlinge duels» 20:45 uur | Hongarije                                                      | 3 – 1 | Letland             | Groupama Arena, Boedapest Toeschouwers: 20.000 Scheidsrechter: Jevhen Aranovsky (UKR) |
| 31 augustus WK-kwalificatie Groep B № 918 «onderlinge duels» 20:45 uur | Tamás Kádár 6' Ádám Szalai 26' Aleksandrs Solovjovs 68' (e.d.) |       | 40' Gints Freimanis | Groupama Arena, Boedapest Toeschouwers: 20.000 Scheidsrechter: Jevhen Aranovsky (UKR) |

|                                                                        |           |                 |          |                                                                                     |
| 3 september WK-kwalificatie Groep B № 919 «onderlinge duels» 20:45 uur | Hongarije | 0 – 1           | Portugal | Groupama Arena, Boedapest Toeschouwers: 22.000 Scheidsrechter: Danny Makkelie (NED) |
| 3 september WK-kwalificatie Groep B № 919 «onderlinge duels» 20:45 uur |           | 48' André Silva |          | Groupama Arena, Boedapest Toeschouwers: 22.000 Scheidsrechter: Danny Makkelie (NED) |

|                                                                      |                                                                                             |       |                                      |                                                                                    |
| 7 oktober WK-kwalificatie Groep B № 920 «onderlinge duels» 20:45 uur | Zwitserland                                                                                 | 5 – 2 | Hongarije                            | St. Jakob-Park, Bazel Toeschouwers: 32.018 Scheidsrechter: Paolo Tagliavento (ITA) |
| 7 oktober WK-kwalificatie Groep B № 920 «onderlinge duels» 20:45 uur | Granit Xhaka 18' Fabian Frei 20' Steven Zuber 43' Steven Zuber 49' Stephan Lichtsteiner 83' |       | 58' Richárd Guzmics 88' Roland Ugrai | St. Jakob-Park, Bazel Toeschouwers: 32.018 Scheidsrechter: Paolo Tagliavento (ITA) |

|                                                                       |                 |       |         |                                                                                       |
| 10 oktober WK-kwalificatie Groep B № 921 «onderlinge duels» 20:45 uur | Hongarije       | 1 – 0 | Faeröer | Groupama Arena, Boedapest Toeschouwers: 19.000 Scheidsrechter: Roi Reinshreiber (ISR) |
| 10 oktober WK-kwalificatie Groep B № 921 «onderlinge duels» 20:45 uur | Dániel Böde 81' |       |         | Groupama Arena, Boedapest Toeschouwers: 19.000 Scheidsrechter: Roi Reinshreiber (ISR) |

|                                                                 |                                          |       |                      |                                                                                              |
| 9 november Vriendschappelijk № 922 «onderlinge duels» 20:00 uur | Luxemburg                                | 2 – 1 | Hongarije            | Stade Josy Barthel, Luxemburg Toeschouwers: 1.873 Scheidsrechter: Sébastien Delferière (BEL) |
| 9 november Vriendschappelijk № 922 «onderlinge duels» 20:00 uur | Aurélien Joachim 15' Marvin da Graca 84' |       | 18' Nemanja Nikolics | Stade Josy Barthel, Luxemburg Toeschouwers: 1.873 Scheidsrechter: Sébastien Delferière (BEL) |

|                                                                  |                      |       |            |                                                                                      |
| 14 november Vriendschappelijk № 923 «onderlinge duels» 20:15 uur | Hongarije            | 1 – 0 | Costa Rica | Groupama Arena, Boedapest Toeschouwers: 9.860 Scheidsrechter: Alexander Harkam (AUT) |
| 14 november Vriendschappelijk № 923 «onderlinge duels» 20:15 uur | Nemanja Nikolics 37' |       |            | Groupama Arena, Boedapest Toeschouwers: 9.860 Scheidsrechter: Alexander Harkam (AUT) |

### 2018
|                                                               |                                      |       |                                                                        |                                                                                   |
| 23 maart Vriendschappelijk № 924 «onderlinge duels» 18:00 uur | Hongarije                            | 2 – 3 | Kazachstan                                                             | Groupama Arena, Boedapest Toeschouwers: 9.038 Scheidsrechter: Tomasz Musiał (POL) |
| 23 maart Vriendschappelijk № 924 «onderlinge duels» 18:00 uur | Ádám Szalai 21' Krisztián Németh 68' |       | 6' Roman Murtazayev 10' Baktiyor Zainutdinov 39' Yerkebulan Seidakhmet | Groupama Arena, Boedapest Toeschouwers: 9.038 Scheidsrechter: Tomasz Musiał (POL) |

|                                                               |           |                   |           |                                                                                    |
| 27 maart Vriendschappelijk № 925 «onderlinge duels» 20:00 uur | Hongarije | 0 – 1             | Schotland | Groupama Arena, Boedapest Toeschouwers: 8.492 Scheidsrechter: Harald Lechner (AUT) |
| 27 maart Vriendschappelijk № 925 «onderlinge duels» 20:00 uur |           | 48' Matt Phillips |           | Groupama Arena, Boedapest Toeschouwers: 8.492 Scheidsrechter: Harald Lechner (AUT) |

|                                                             |                  |       |                  |                                                                                                   |
| 6 juni Vriendschappelijk № 926 «onderlinge duels» 20:00 uur | Wit-Rusland      | 1 – 1 | Hongarije        | Regionaal Sportcomplex Brestsky, Brest Toeschouwers: 8.400 Scheidsrechter: Sergey Lapochkin (RUS) |
| 6 juni Vriendschappelijk № 926 «onderlinge duels» 20:00 uur | Anton Saroka 26' |       | 29' Roland Varga | Regionaal Sportcomplex Brestsky, Brest Toeschouwers: 8.400 Scheidsrechter: Sergey Lapochkin (RUS) |

|                                                             |                            |       |                                          |                                                                               |
| 9 juni Vriendschappelijk № 927 «onderlinge duels» 17:30 uur | Hongarije                  | 1 – 2 | Australië                                | Groupama Arena, Boedapest Toeschouwers: 4.000 Scheidsrechter: Matej Jug (SLO) |
| 9 juni Vriendschappelijk № 927 «onderlinge duels» 17:30 uur | Trent Sainsbury 88' (e.d.) |       | 74' Daniel Arzani 90' (e.d.) Tamás Kádár | Groupama Arena, Boedapest Toeschouwers: 4.000 Scheidsrechter: Matej Jug (SLO) |

|                                                                         |                |       |           |                                                                                      |
| 8 september UEFA Nations League Groep C2 № 928 «onderlinge duels» 19:00 | Finland        | 1 – 0 | Hongarije | Ratina Stadion, Tampere Toeschouwers: 10.220 Scheidsrechter: Gediminas Mažeika (LTU) |
| 8 september UEFA Nations League Groep C2 № 928 «onderlinge duels» 19:00 | Teemu Pukki 7' |       |           | Ratina Stadion, Tampere Toeschouwers: 10.220 Scheidsrechter: Gediminas Mažeika (LTU) |

|                                                                          |                                           |       |                    |                                                                                   |
| 11 september UEFA Nations League Groep C2 № 929 «onderlinge duels» 20:45 | Hongarije                                 | 2 – 1 | Griekenland        | Groupama Arena, Boedapest Toeschouwers: 0 Scheidsrechter: Aleksej Koelbakov (BLR) |
| 11 september UEFA Nations League Groep C2 № 929 «onderlinge duels» 20:45 | Roland Sallai 15' László Kleinheisler 43' |       | 18' Kostas Manolas | Groupama Arena, Boedapest Toeschouwers: 0 Scheidsrechter: Aleksej Koelbakov (BLR) |

|                                                                            |                            |       |           |                                                                                                   |
| 12 oktober UEFA Nations League Groep C2 № 930 «onderlinge duels» 20:45 uur | Griekenland                | 1 – 0 | Hongarije | Olympisch Stadion Spyridon Louis, Athene Toeschouwers: 9.040 Scheidsrechter: Tobias Stieler (GER) |
| 12 oktober UEFA Nations League Groep C2 № 930 «onderlinge duels» 20:45 uur | Konstantinos Mitroglou 65' |       |           | Olympisch Stadion Spyridon Louis, Athene Toeschouwers: 9.040 Scheidsrechter: Tobias Stieler (GER) |

|                                                                            |                                                      |       |                                                    |                                                                                  |
| 15 oktober UEFA Nations League Groep C2 № 931 «onderlinge duels» 20:45 uur | Estland                                              | 3 – 3 | Hongarije                                          | A. Le Coq Arena, Tallinn Toeschouwers: 3.043 Scheidsrechter: Halis Özkahya (TUR) |
| 15 oktober UEFA Nations League Groep C2 № 931 «onderlinge duels» 20:45 uur | Siim Luts 20' Máté Pátkai 70' (e.d.) Henri Anier 79' |       | 24' Domininik Nagy 54' Ádám Szalai 81' Ádám Szalai | A. Le Coq Arena, Tallinn Toeschouwers: 3.043 Scheidsrechter: Halis Özkahya (TUR) |

|                                                                             |                                |       |         |                                                                                 |
| 15 november UEFA Nations League Groep C2 № 932 «onderlinge duels» 20:45 uur | Hongarije                      | 2 – 0 | Estland | Groupama Arena, Boedapest Toeschouwers: 7.775 Scheidsrechter: Enea Jorgji (ALB) |
| 15 november UEFA Nations League Groep C2 № 932 «onderlinge duels» 20:45 uur | Willi Orban 8' Ádám Szalai 69' |       |         | Groupama Arena, Boedapest Toeschouwers: 7.775 Scheidsrechter: Enea Jorgji (ALB) |

|                                                                             |                               |       |         |                                                                                   |
| 18 november UEFA Nations League Groep C2 № 933 «onderlinge duels» 20:45 uur | Hongarije                     | 2 – 0 | Finland | Groupama Arena, Boedapest Toeschouwers: 9.200 Scheidsrechter: Slavko Vinčić (SLO) |
| 18 november UEFA Nations League Groep C2 № 933 «onderlinge duels» 20:45 uur | Ádám Szalai 29' Ádám Nagy 37' |       |         | Groupama Arena, Boedapest Toeschouwers: 9.200 Scheidsrechter: Slavko Vinčić (SLO) |

### 2019
|                                                                     |                                   |       |           | |
| 21 maart EK-kwalificatie Groep E № 934 «onderlinge duels» 20:45 uur | Slowakije                         | 2 – 0 | Hongarije | Štadión Antona Malatinského, Trnava Toeschouwers: 14.235 Scheidsrechter: Vladislav Bezborodov (RUS) |
| 21 maart EK-kwalificatie Groep E № 934 «onderlinge duels» 20:45 uur | Ondrej Duda 42' Albert Rusnák 85' |       |           | Štadión Antona Malatinského, Trnava Toeschouwers: 14.235 Scheidsrechter: Vladislav Bezborodov (RUS) |

|                                                                     |                                 |       |                |                                                                                     |
| 24 maart EK-kwalificatie Groep E № 935 «onderlinge duels» 18:00 uur | Hongarije                       | 2 – 1 | Kroatië        | Groupama Arena, Boedapest Toeschouwers: 19.400 Scheidsrechter: William Collum (SCO) |
| 24 maart EK-kwalificatie Groep E № 935 «onderlinge duels» 18:00 uur | Ádám Szalai 34' Máté Pátkai 76' |       | 13' Ante Rebić | Groupama Arena, Boedapest Toeschouwers: 19.400 Scheidsrechter: William Collum (SCO) |

|                                                                   |                  |       |                                                  |                                                                            |
| 8 juni EK-kwalificatie Groep E № 936 «onderlinge duels» 18:00 uur | Azerbeidzjan     | 1 – 3 | Hongarije                                        | Bakcell Arena, Bakoe Toeschouwers: 10.450 Scheidsrechter: Kevin Blom (NED) |
| 8 juni EK-kwalificatie Groep E № 936 «onderlinge duels» 18:00 uur | Mahir Emreli 69' |       | 18' Willi Orbán 53' Willi Orbán 71' Dávid Holman | Bakcell Arena, Bakoe Toeschouwers: 10.450 Scheidsrechter: Kevin Blom (NED) |

|                                                                    |                 |       |       |                                                                                |
| 11 juni EK-kwalificatie Groep E № 937 «onderlinge duels» 20:45 uur | Hongarije       | 1 – 0 | Wales | Groupama Arena, Boedapest Toeschouwers: 18.350 Scheidsrechter: Matej Jug (SLO) |
| 11 juni EK-kwalificatie Groep E № 937 «onderlinge duels» 20:45 uur | Máté Pátkai 80' |       |       | Groupama Arena, Boedapest Toeschouwers: 18.350 Scheidsrechter: Matej Jug (SLO) |

|                                                                  |                                              |       |                   |                                                                                             |
| 5 september Vriendschappelijk № 938 «onderlinge duels» 20:45 uur | Montenegro                                   | 2 – 1 | Hongarije         | Pod Goricomstadion, Podgorica Toeschouwers: 3.370 Scheidsrechter: Dimitar Meckarovski (MKD) |
| 5 september Vriendschappelijk № 938 «onderlinge duels» 20:45 uur | Nebojša Kosović 32' Stefan Mugoša 75' (pen.) |       | 2' Filip Holender | Pod Goricomstadion, Podgorica Toeschouwers: 3.370 Scheidsrechter: Dimitar Meckarovski (MKD) |

|                                                                        |                        |       |                                   |                                                                                          |
| 9 september EK-kwalificatie Groep E № 939 «onderlinge duels» 20:45 uur | Hongarije              | 1 – 2 | Slowakije                         | Groupama Arena, Boedapest Toeschouwers: 21.700 Scheidsrechter: Antonio Mateu Lahoz (ESP) |
| 9 september EK-kwalificatie Groep E № 939 «onderlinge duels» 20:45 uur | Dominik Szoboszlai 50' |       | 40' Róbert Mak 56' Róbert Boženík | Groupama Arena, Boedapest Toeschouwers: 21.700 Scheidsrechter: Antonio Mateu Lahoz (ESP) |

|                                                                       |                                                      |       |           |                                                                                |
| 10 oktober EK-kwalificatie Groep E № 940 «onderlinge duels» 20:45 uur | Kroatië                                              | 3 – 0 | Hongarije | Poljudstadion, Split Toeschouwers: 32.110 Scheidsrechter: Daniele Orsato (ITA) |
| 10 oktober EK-kwalificatie Groep E № 940 «onderlinge duels» 20:45 uur | Luka Modrić 5' Bruno Petković 24' Bruno Petković 42' |       |           | Poljudstadion, Split Toeschouwers: 32.110 Scheidsrechter: Daniele Orsato (ITA) |

|                                                                       |                   |       |              |                                                                                    |
| 13 oktober EK-kwalificatie Groep E № 941 «onderlinge duels» 18:00 uur | Hongarije         | 1 – 0 | Azerbeidzjan | Groupama Arena, Boedapest Toeschouwers: 11.300 Scheidsrechter: Dennis Higler (NED) |
| 13 oktober EK-kwalificatie Groep E № 941 «onderlinge duels» 18:00 uur | Mihály Korhut 10' |       |              | Groupama Arena, Boedapest Toeschouwers: 11.300 Scheidsrechter: Dennis Higler (NED) |

|                                                                  |                 |       |                                        |                                                                                  |
| 15 november Vriendschappelijk № 942 «onderlinge duels» 19:00 uur | Hongarije       | 1 – 2 | Uruguay                                | Puskás Aréna, Boedapest Toeschouwers: 65.114 Scheidsrechter: Damir Skomina (SLO) |
| 15 november Vriendschappelijk № 942 «onderlinge duels» 19:00 uur | Ádám Szalai 24' |       | 15' Edinson Cavani 21' Brian Rodríguez | Puskás Aréna, Boedapest Toeschouwers: 65.114 Scheidsrechter: Damir Skomina (SLO) |

|                                                                        |                                   |       |           |                                                                                         |
| 19 november EK-kwalificatie Groep E № 943 «onderlinge duels» 20:45 uur | Wales                             | 2 – 0 | Hongarije | Cardiff City Stadium, Cardiff Toeschouwers: 31.762 Scheidsrechter: Ovidiu Haţegan (ROU) |
| 19 november EK-kwalificatie Groep E № 943 «onderlinge duels» 20:45 uur | Aaron Ramsey 15' Aaron Ramsey 47' |       |           | Cardiff City Stadium, Cardiff Toeschouwers: 31.762 Scheidsrechter: Ovidiu Haţegan (ROU) |

MLSZ · A-internationals · Selecties · Bondscoaches · Hongaars vrouwenelftal · Olympisch elftal · Hongarije U21 · Hongarije U20 · Hongarije U19 · Hongarije U18 · Hongarije U17 · Hongarije U16
1902 – 1919 · 
1920 – 1929 · 
1930 – 1939 · 
1940 – 1949 · 
1950 – 1959 · 
1960 – 1969 · 
1970 – 1979 · 
1980 – 1989 · 
1990 – 1999 · 
2000 – 2009 · 
2010 – 2019 ·
2020 − 2029
EK's:
1964 · 
1972 · 
2016 ·
2020 ·
2024
WK's:
1934 · 
1938 · 
1954 · 
1958 · 
1962 · 
1966 · 
1978 · 
1982 · 
1986
OS:
1912 · 
1924 · 
1936 · 
1952 · 
1960 · 
1964 · 
1968 · 
1972 · 
1996
1902 · 
1903 · 
1904 · 
1905 · 
1906 · 
1907 · 
1908 · 
1909 · 
1910 · 
1911 · 
1912 · 
1913 · 
1914 · 
1915 · 
1916 · 
1917 · 
1918 · 
1919 · 
1920 · 
1921 · 
1922 · 
1923 · 
1924 · 
1925 · 
1926 · 
1927 · 
1928 · 
1929 · 
1930 · 
1931 · 
1932 · 
1933 · 
1934 · 
1935 · 
1936 · 
1937 · 
1938 · 
1939 · 
1940 · 
1941 · 
1942 · 
1943 · 
1944 · 
1945 · 
1946 · 
1947 · 
1948 · 
1949 · 
1950 · 
1952 · 
1952 · 
1953 · 
1954 · 
1955 · 
1956 · 
1957 · 
1958 · 
1959 · 
1960 · 
1961 · 
1962 · 
1963 · 
1964 · 
1965 · 
1966 · 
1967 · 
1968 · 
1969 · 
1970 · 
1971 · 
1972 · 
1973 · 
1974 · 
1975 · 
1976 · 
1977 · 
1978 · 
1979 · 
1980 · 
1981 · 
1982 · 
1983 · 
1984 · 
1985 · 
1986 · 
1987 · 
1988 · 
1989 · 
1990 · 
1991 · 
1992 · 
1993 · 
1994 · 
1995 · 
1996 · 
1997 · 
1998 · 
1999 · 
2000 · 
2001 · 
2002 · 
2003 · 
2004 · 
2005 · 
2006 · 
2007 · 
2008 · 
2009 · 
2010 · 
2011 · 
2012 · 
2013 · 
2014 · 
2015 ·
2016 ·
2017 ·
2018 ·
2019 ·
2020 ·
2021 ·
2022 ·
2023 ·
2024
Albanië ·
Algerije ·
Andorra · 
Antigua en Barbuda ·
Argentinië ·
Armenië ·
Australië ·
Azerbeidzjan ·
België ·
Bohemen ·
Bolivia ·
Bosnië en Herzegovina ·
Brazilië ·
Bulgarije ·
Canada ·
Chili ·
China ·
Colombia ·
Costa Rica ·
Cyprus ·
Denemarken ·
DDR ·
Duitsland ·
Egypte ·
El Salvador ·
Engeland ·
Estland ·
Faeröer ·
Finland ·
Frankrijk ·
Georgië ·
Griekenland ·
Ierland ·
IJsland ·
India ·
Iran ·
Israël ·
Italië ·
Ivoorkust ·
Japan ·
Joegoslavië ·
Jordanië ·
Kazachstan · 
Koeweit ·
Kosovo · 
Kroatië ·
Letland ·
Libanon ·
Liechtenstein ·
Litouwen ·
Luxemburg ·
Malta ·
Mexico ·
Moldavië ·
Montenegro ·
Nederland ·
Nederlands-Indië ·
Nieuw-Zeeland ·
Noord-Ierland ·
Noord-Macedonië ·
Noorwegen ·
Oekraïne ·
Oostenrijk ·
Paraguay ·
Peru ·
Polen ·
Portugal ·
Qatar ·
Roemenië ·
Rusland ·
San Marino ·
Saoedi-Arabië ·
Schotland ·
Servië ·
Slovenië ·
Slowakije ·
Sovjet-Unie ·
Spanje ·
Tsjechië ·
Tsjecho-Slowakije ·
Turkije ·
Uruguay ·
Verenigde Arabische Emiraten ·
Verenigde Staten ·
Verenigd Koninkrijk ·
Wales ·
Wit-Rusland ·
Zuid-Korea ·
Zweden ·
Zwitserland
Brazilië (1954) · 
Duitsland (2021) ·
Frankrijk (2021) · 
IJsland (2016) · 
Italië (1938) · 
Oostenrijk (2016) · 
Portugal (2021) · 
West-Duitsland (1954, 2)
AFC-zone: Afghanistan · Australië · Bahrein · Bangladesh · Bhutan · Brunei · Cambodja · China · Chinees Taipei · Filipijnen · Guam · Hongkong · India · Indonesië · Iran · Irak · Japan · Jemen · Jordanië · Koeweit · Kirgizië · Laos · Libanon · Macau · Maleisië · Maldiven · Mongolië · Myanmar · Nepal · Noord-Korea · Oezbekistan · Oman · Oost-Timor · Pakistan · Palestina · Qatar · Saoedi-Arabië · Singapore · Sri Lanka · Syrië · Tadjikistan · Thailand · Turkmenistan · Verenigde Arabische Emiraten · Vietnam · Zuid-Korea

CAF-zone: Algerije · Angola · Benin · Botswana · Burkina Faso · Burundi · Centraal-Afrikaanse Republiek · Comoren · Congo-Brazzaville · Congo-Kinshasa · Djibouti · Egypte · Equatoriaal-Guinea · Eritrea · Ethiopië · Gabon · Gambia · Ghana · Guinee · Guinee-Bissau · Ivoorkust · Kaapverdië · Kameroen · Kenia · Lesotho · Liberia · Libië · Madagaskar · Malawi · Mali · Mauritanië · Mauritius · Marokko · Mozambique · Namibië · Niger · Nigeria · Oeganda · Rwanda · Sao Tomé en Principe · Senegal · Seychellen · Sierra Leone · Soedan · Somalië · Swaziland · Tanzania · Togo · Tsjaad · Tunesië · Zambia · Zimbabwe · Zuid-Afrika · Zuid-Soedan 

CONCACAF-zone: Amerikaanse Maagdeneilanden · Anguilla · Antigua en Barbuda · Aruba · Bahama's · Barbados · Belize · Bermuda · Britse Maagdeneilanden · Canada · Kaaimaneilanden · Costa Rica · Cuba · Curaçao · Dominica · Dominicaanse Republiek · El Salvador · Frans Guyana · Grenada · Guadeloupe · Guatemala · Guyana · Haïti · Honduras · Jamaica · Martinique · Mexico · Montserrat · 
Nicaragua · Panama · Puerto Rico · Saint Kitts en Nevis · Saint Lucia · Saint Vincent en de Grenadines · Sint Maarten · Suriname · Trinidad en Tobago · Turks- en Caicoseilanden · Verenigde Staten

CONMEBOL-zone: Argentinië · Bolivia · Brazilië · Chili · Colombia · Ecuador · Paraguay · Peru · Uruguay · Venezuela

OFC-zone: Amerikaans-Samoa · Cookeilanden · Fiji · Nieuw-Caledonië · Nieuw-Zeeland · Papoea-Nieuw-Guinea · Samoa · Salomoneilanden · Tahiti · Tonga · Vanuatu

UEFA-zone: Albanië · Andorra · Armenië · Azerbeidzjan · België · Bosnië en Herzegovina · Bulgarije · Cyprus · Denemarken · Duitsland · Engeland · Estland · Faeröer · Finland · Frankrijk · Georgië · Gibraltar · Griekenland · Hongarije · IJsland · Ierland · Israël · Italië · Kazachstan · Kosovo · Kroatië · Letland · Liechtenstein · Litouwen · Luxemburg · Macedonië · Malta · Moldavië · Montenegro · Nederland · Noord-Ierland · Noorwegen · Oekraïne · Oostenrijk · Polen · Portugal · Roemenië · Rusland · San Marino · Schotland · Servië · Slovenië · Slowakije · Spanje · Tsjechië · Turkije · Wales · Wit-Rusland · Zweden · Zwitserland